# Fantastipo
Pour plus de détails, voir Fiche technique et Distribution.
Fantastipo (ファンタスティポ) est un film japonais réalisé par Shogo Yabūchi, sorti en 2005.

## Synopsis
Deux frères deviennent président et directeur général de la compagnie Armadillo lorsque leur père décide soudainement de quitter sa position. Avec l'aide de leur père, les deux frères arrivent à maintenir la compagnie au plus haut, mais peu à peu les relations entre les trois hommes commencent à se désagréger. La famille surmontera-t-elle cette épreuve? La réponse pourrait résider dans une chanson que les garçons composent et dont le nom est Fantastipo ...

## Fiche technique
- Titre : Fantastipo
- Réalisation : Shogo Yabūchi
- Scénario : Shogo Yabūchi
- Production : Inconnu
- Musique : Inconnu
- Photographie : Kenji Takama
- Montage : Inconnu
- Pays d'origine : Japon
- Format : Couleurs - 1,85:1 - Dolby Digital - 35 mm
- Genre : Comédie
- Durée : 109 minutes
- Date de sortie : 10 février 2005 (Japon)

## Distribution
- Dōmoto Tsuyoshi : Haiji
- Ikeno Medaka : Frankie
- Kokubun Taichi : Toraji
- Ōkōchi Nanako : Matthewko
- Kimika Yoshino : Kahori